# Grand Occident de France
Pour l’article homonyme, voir Ligue antisémitique de France.
La Ligue antisémitique de France (LAF), rebaptisée Grand Occident de France (abrégé GOF et stylisé en G÷O÷F÷) par antimaçonnisme en 1899, est une ligue antisémite française fondée en 1897 et dirigée par le journaliste et militant antidreyfusard Jules Guérin.

## Histoire

### Origines
La Ligue antisémitique de France (LAF) se présente comme la continuation de la Ligue nationale anti-sémitique de France, présidée par le polémiste Édouard Drumont et active entre 1889 et 1892. Cette première ligue, caractérisée par la faiblesse de ses effectifs, avait presque cessé toute activité après 1890, Drumont s'en étant très vite désintéressé au profit de la rédaction de ses ouvrages puis de son propre journal, La Libre Parole, fondé en 1892.
| |  |
| Jules Guérin, délégué général de la ligue, et Édouard Drumont, président d'honneur de celle-ci jusqu'en 1901. |  |

Membre de cette première ligue, collaborateur de La Libre Parole et figure incontournable du groupe de militants antisémites formé autour du marquis de Morès, Jules Guérin décide de relancer la ligue, ou plutôt d'en fonder une nouvelle version, après la mort du marquis, survenue en juin 1896.
Les premiers signes d'activité de cette nouvelle ligue antisémite sont rapportés sans enthousiasme dans La Libre Parole en janvier et février 1897. Bien que nommé président d'honneur de la ligue, Drumont se méfie de cette initiative, qui risque d'ériger en concurrent sérieux l'ambitieux Guérin, qui règne sans partage sur cette organisation militante en tant que « délégué général » auto-proclamé.

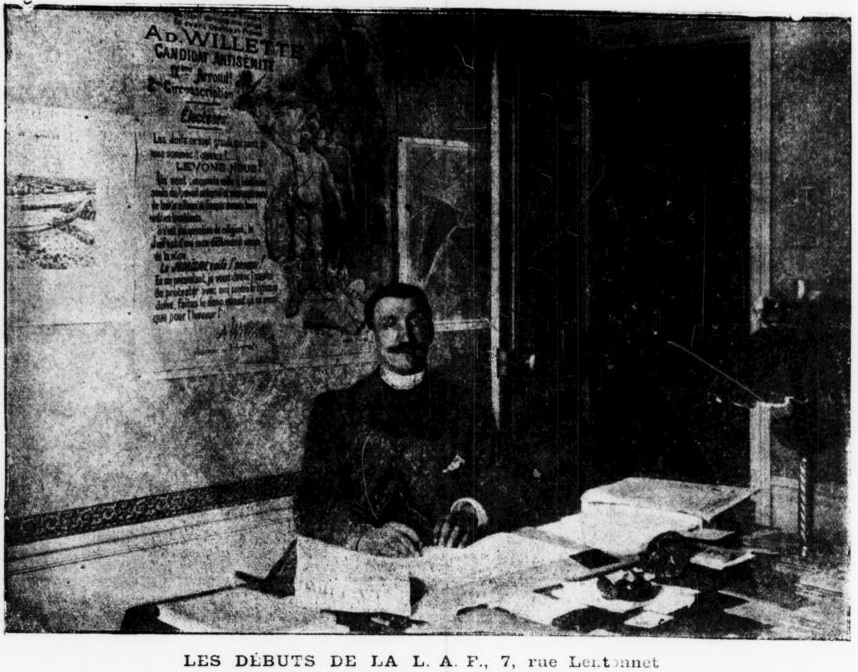
Les premiers bureaux de la LAF, au no 7 de la rue Lentonnet (1897-1898). Guérin pose devant l'affiche antisémite dessinée par Willette pour la candidature de ce dernier à l'élection législative de la 2e circonscription du 9e arrondissement de Paris (1889).

Le siège de la ligue est d'abord installé au no 7 de la rue Alphonse-Poitevin (rebaptisée rue Lentonnet quelques mois plus tard).

### Effectifs
Le nombre d'adhérents à la LAF a souvent été surestimé, notamment sur la foi des chiffres mensongers avancés par Guérin, qui revendique 11 000 membres dès juillet 1897, puis 40 000 en mars 1899.
En réalité, il n'y a que 384 adhérents en avril 1897 et l'historien Bertrand Joly estime que la LAF n'a jamais compté plus de 2 700 membres, dont 1 500 à Paris. Ces estimations ne valent que pour le paroxysme de l'agitation antisémite autour de l'affaire Dreyfus, en 1898-1899 : dès 1900, la police recense moins de mille adhérents, dont un tiers à Paris et sa banlieue. En dehors de la capitale, où Guérin peine à mobiliser plus d'une cinquantaine de personnes à la fois, les sections de province ont toujours été moins de vingt, avec le plus souvent des effectifs assez faibles et une activité très éphémère.
Au delà de l'aspect quantitatif, il faut également souligner le problème qualitatif de ces effectifs, plusieurs membres de la ligue étant des indicateurs de police. Guérin lui-même, plus motivé par l'appât du gain que par la « cause » antisémite, est fortement soupçonné d'avoir collaboré secrètement avec les autorités moyennant finances.

### Financement royaliste

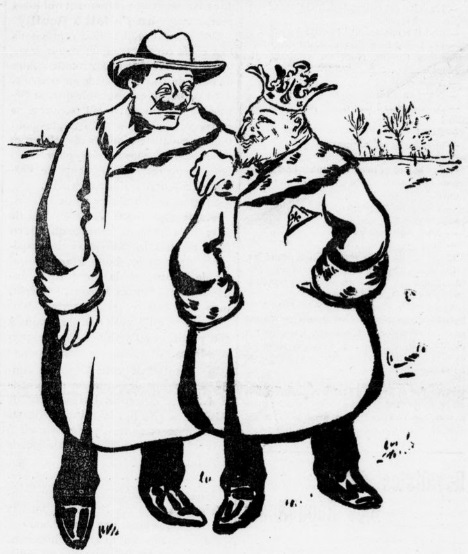
Caricature de Guérin et de Philippe d'Orléans publiée le 21 décembre 1902 dans La Croisade antijuive, hebdomadaire anti-Guérin fondé par d'anciens ligueurs, probablement Mayence et Otto.

Après avoir entretenu quelques liens avec diverses organisations, et notamment avec l'Union nationale de l'abbé Garnier, la LAF se tourne en 1898 vers les milieux royalistes, qui disposent d'une abondante caisse noire, alors gérée par Eugène de Lur-Saluces et Fernand de Ramel. En juillet 1898, Guérin rencontre le prétendant royaliste, Philippe d'Orléans, à Marienbad. À l'issue de cette entrevue, il est convenu que les royalistes verseront, par l'intermédiaire d'André Buffet et de Ludovic Robinet de Plas (d), une première somme de 300 000 francs pour la LAF. Guérin bénéficie également de la largesse d'autres personnalités monarchistes. Au total, il reçoit ainsi près de 1,2 million de francs entre 1898 et 1904,.
Éblouis par Guérin, qui exagère éhontément l'influence de sa ligue, les royalistes ont vainement cherché à renouer avec les masses par l'intermédiaire de l'antisémitisme,. Ce n'est qu'en 1904 ou 1905, soit un ou deux ans après la disparition de la ligue, que le prétendant, désabusé, cessera de financer Guérin.
Si ce dernier a largement détourné ces subsides à son profit, une partie de l'argent royaliste a permis à la ligue de disposer d'un organe de presse, l'hebdomadaire L'Antijuif, fondé en août 1898, et de s'installer très confortablement dans de nouveaux locaux. D'abord transféré au no 56 de la rue de Rochechouart en juillet 1898, le siège de la ligue est finalement installé, le 6 juin 1899, au no 51 de la rue de Chabrol, dans un immeuble acquis au mois de mars précédent et transformé en véritable forteresse.

### Activités

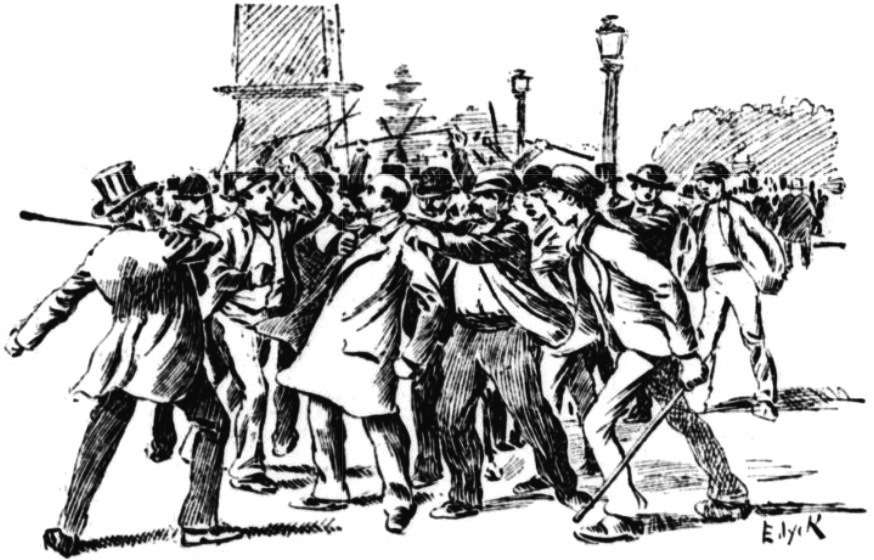
Des manifestants de la LAF agressent le commissaire (illustration d' pour Le Petit Bleu de Paris, 26 octobre 1898).

L'activité de la LAF est constituée de réunions, de conférences et de bruyantes manifestations de rue. Ses membres peuvent alors se montrer violents, comme lors des manifestations du 25 octobre 1898 sur la place de la Concorde, où ils brutalisent le commissaire de police Maurice Leproust (d). Des groupuscules satellites tels que le Cercle antisémitique d'études sociales, animé par Daniel Kimon, et l'Association française pour l'organisation du travail national, gravitent autour de la ligue et organisent également quelques réunions.
Au paroxysme de l'agitation antidreyfusarde, fin 1898 et début 1899, Guérin participe aux conciliabules qui aboutissent, le 23 février 1899, à la maladroite tentative de coup d'État menée par Paul Déroulède, chef de la Ligue des patriotes. Lors de cet événement, les hommes de la LAF ne sont qu'une trentaine et restent relativement passifs. Les locaux de la ligue et les domiciles de certains de ses membres sont cependant perquisitionnés au cours des jours suivants.

### De la LAF au GOF
En réaction à ces perquisitions, la LAF fait placarder une affiche dans laquelle elle se donne pour la première fois le titre de « Grand Occident de France, rite antijuif ». Détournant ainsi le nom du Grand Orient de France, principale obédience maçonnique française, elle dénonce l'appartenance des gouvernants à la franc-maçonnerie, qu'elle présente comme une organisation « devenue l'instrument de la Juiverie cosmopolite qui complote ouvertement contre la sécurité du pays ». Ce nouveau nom a également pour but de dresser un parallèle entre la ligue, accusée d'infraction à la loi sur les associations, et les loges maçonniques, tolérées par les autorités.

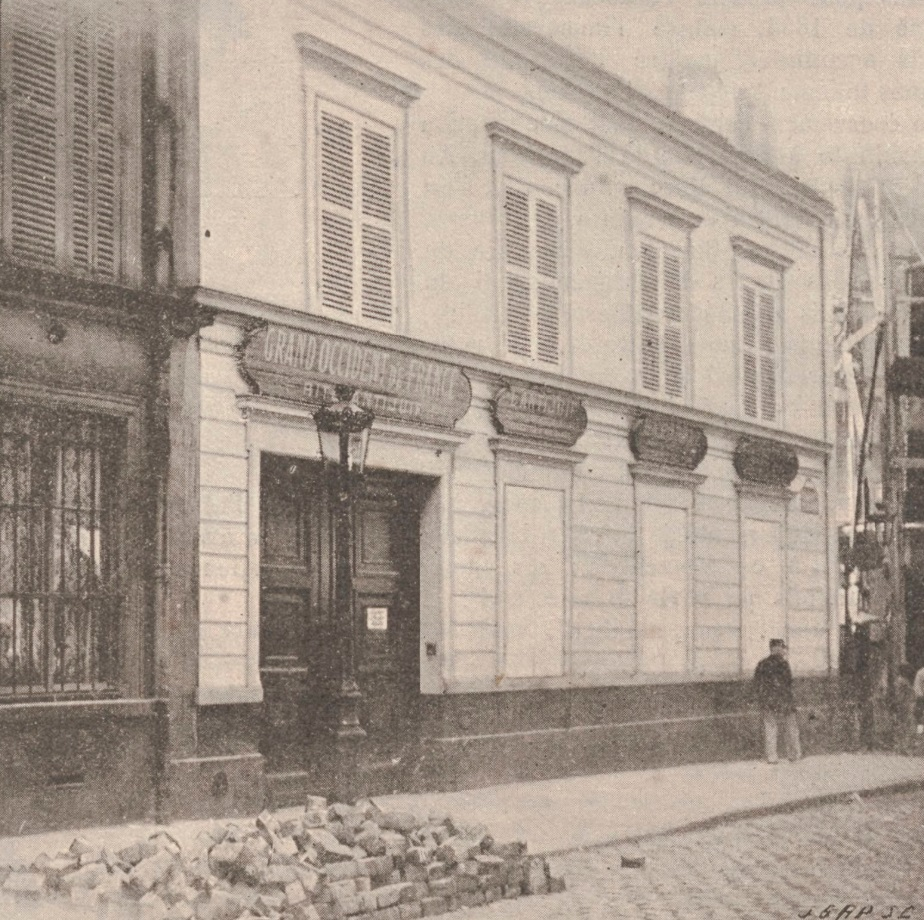
Le siège du Grand Occident de France, théâtre de l'épisode du « Fort Chabrol » (1899).

Parodiant la triponctuation des « F ∴ du Grand Orient », Guérin revendique pour ses ligueurs le titre de « Frères ÷ », qu'il juge plus modeste, « la nature n'ayant donné que deux poings aux hommes pour se défendre ». Ces derniers s'amuseront en effet à traduire ces deux points par « deux poings sur la gueule ». Le changement de nom de la ligue est officialisé par Guérin le 3 mars 1899.
En août, alors qu'un vaste coup de filet cible les meneurs royalistes, nationalistes et antisémites du mouvement antidreyfusard en vue d'un procès pour complot devant la Haute Cour, Guérin résiste à son interpellation en se barricadant avec plusieurs complices au siège du GOF pendant un mois et demi. On désigne souvent cet événement, qui eut une couverture médiatique considérable à l'époque, par l'expression « Fort Chabrol ». Finalement arrêté le 20 septembre, Jules Guérin est condamné en janvier 1900 à une peine de 10 ans de prison, commuée en bannissement le 14 juillet 1901. En son absence, il est remplacé par son frère, Louis Guérin, à la tête du GOF.
Toujours président d'honneur de la ligue, Drumont, encouragé par certains proches collaborateurs (Méry, Devos et Boisandré), profite de la situation pour fonder, le 3 juillet 1901, un « comité national antijuif » destiné à drainer les dons en vue des élections législatives de l'année suivante. Une autre formation concurrente, le Parti national antijuif, a vu le jour deux mois plus tôt, mais son chef, Dubuc, va très vite se brouiller avec Drumont et prendre le parti de Guérin. À la suite d'une réunion houleuse à Bernay le 1er décembre 1901, Drumont et ses collaborateurs démissionnent avec fracas du GOF.
Privée de son chef, minée par les dissensions internes et atteinte par les révélations publiées par d'anciens adhérents et alliés, la ligue périclite. Elle disparaît définitivement en 1903, année marquée par l'abandon du local de la rue de Chabrol, dont le mobilier est vendu le 9 juillet, et par l'arrêt de la publication de La Tribune française, un quotidien qui a remplacé L'Antijuif en 1902 et dont le dernier numéro paraît le 25 septembre.
Plus tard, des militants d'extrême droite réutiliseront le nom du Grand Occident de France. Collaborateur de La Libre Parole de Drumont puis de celle d'Henry Coston, Lucien Pemjean dirige ainsi entre 1934 et 1939 un mensuel intitulé Le Grand Occident, organe de propagande et d'action contre la judéo-maçonnerie, auquel collabore un ancien membre du GOF de Guérin, Albert Monniot. Le numéro du 15 avril 1939 titre « Pétain au pouvoir ! ».

## Membres notables
- Paul Baranton[22]
- Charles Bernard[23]
- Octave Biot (démissionnaire en 1901)[18]
- Eugénie Buffet[24]
- Edmond Dalmand (d)[25]
- Édouard Drumont (président d'honneur[26], démissionnaire en 1901)[18]
- Henri Dupin de Valène (d)[26]
- Louis Gazon (d)[27]
- Ernest Gégout (d)[27]
- Ludovic Gervaize[28]
- Jules Girard[26]
- Jules Guérin (délégué général)[26]
- Jean Guixou-Pagès (d)[29]
- Léon Hayard[25]
- Octave Houdaille (d)[30]
- Albert Larquier (d)[26]
- Joseph Lasies[31]
- Maurice Ledet (d)[32]
- Léon Lobien (d)[26]
- Dr Toussaint Lorenzi (d) [33]
- Émile Marsac (d) [34]
- Joseph Martin Saint-Léon (d)[35]
- Raoul Mayence (exclu en avril 1900)[36]
- Charles Mège (d)[37]
- Lucien Millevoye[38]
- Albert Monniot[26] (démissionnaire en 1901)[18]
- Georges et/ou Henri Otto (exclu en avril 1900)[36]
- Gabriel Pélin[25]
- Max Régis (exclu à l'automne 1900)[36]
- Émile Rouyer (d)[25]
- Émile de Saint-Auban[25]
- Léon Sault[25]
- Charles Spiard (d) (exclu en avril 1900)[36]
- Henri Vernier (démissionnaire en 1901)[18]
- Raphaël Viau (démissionnaire en 1901)[18]
- Bob Walter[39]

### Travaux d'historiens
- Pierre Birnbaum, Le Moment antisémite : Un tour de la France en 1898, Paris, Fayard, 1998, 399 p. (ISBN 2-213-60227-1).
- Bertrand Joly, « Les royalistes et l'affaire Dreyfus », Revue historique,‎ avril-juin 1983, p. 347-349 (lire en ligne [sur Gallica]).
- Bertrand Joly, « Les antidreyfusards avant Dreyfus », Revue d'histoire moderne et contemporaine, t. 39,‎ avril-juin 1992, p. 213-214 (lire en ligne [sur Gallica]).
- Bertrand Joly, Dictionnaire biographique et géographique du nationalisme français (1880-1900), Paris, Honoré Champion, coll. « Champion classiques / Références et dictionnaires » (no 2), 2005, 2e éd. (1re éd. 1998), 687 p. (ISBN 2-7453-1241-3), p. 19.
- Bertrand Joly, Nationalistes et conservateurs en France : 1885-1902, Paris, Les Indes savantes, 2008, 390 p. (ISBN 978-2-84654-130-5), p. 267-268.
- Grégoire Kauffmann, Édouard Drumont, Paris, Perrin, 2008, 562 p. (ISBN 978-2-262-02399-7), p. 336-337 et 405-406.

### Documents et témoignages
- Jules Guérin, Les Trafiquants de l'antisémitisme : La maison Drumont and Co, Paris, Félix Juven, 1905, 504 p. (lire en ligne [sur Internet Archive]), passim.
- Raphaël Viau, Vingt ans d'antisémitisme (1889-1909), Paris, Fasquelle, 1910, 384 p. (lire en ligne [sur Gallica]), p. 190-195.